# Водоріз
Водоріз (Rynchops або Rhynchops) — рід птахів ряду сивкоподібних (Charadriiformes), що класифікується або до родини мартинових (Laridae) підродини водорізових (Rynchopinae), або є єдиним родом окремої родини водорізових (Rynchopidae). Рід включає три види.

## Поширення
Водорізи поширені у тропічних регіонах Азії, Африки, Південної Америки та вздовж атлантичного узбережжя Північної Америки.

## Опис
За зовнішнім виглядом водорізи схожі на середніх розмірів крячок, але різко відрізняються будовою дзьоба. Дзьоб довгий, сильно стислий з боків, особливо нижня щелепа, яка набагато довша від верхньої щелепи. Кінець дзьоба тупий, поперечно-обрізаний. Ноги короткі. Крила довгі. Хвіст виїмчастий. У забарвленні чорний колір поєднується з сизим і білим.

## Спосіб життя
Живуть невеликими групами в гирлах річок і на великих внутрішніх водоймах. Нічні або присутінкові птиці. Живляться дрібною рибою і великими безхребетними. Поживу здобувають, літаючи низько над водою і ловлячи здобич довгим піддзьобом з поверхні води. Гніздяться колоніями на мілинах. У кладці 4 яйця. Поза сезоном розмноження тримаються зграйками.

## Види
- Водоріз індійський (Rynchops albicollis)
- Водоріз африканський (Rynchops flavirostris)
- Водоріз американський (Rynchops niger)